# Hugo Gambor
Hugo Gambor, né le 30 décembre 2002 à Blois en France, est un footballeur international centrafricain qui joue au poste de défenseur central à La Gantoise.

## Biographie

### Carrière en club
Hugo Gambor commence sa carrière en France du côté du Blois Football 41, il rejoint les U19 de l'US Orléans en 2019 puis l'équipe réserve pour un total de 6 matchs avec le club orléanais en National 3. 
En juin 2020, Hugo Gambor rejoint le Paris FC pour un contrat de trois ans, soit jusqu'en 2023. Il n'effectuera pas de match avec l'équipe première du Paris FC mais 21 matchs avec l'équipe réserve en National 3 durant deux saisons,.
Le 30 juin 2022, il s'engage librement avec l'USL Dunkerque où Il fait ses débuts le 12 août 2022, lors de la 1re journée de National contre le Le Mans FC, match qu'ils ont remporté sur un score  3 à 0,.